# Nabitinga-1
Ne doit pas être confondu avec Nabitinga-2 ou Nabitenga.
Nabitinga-1, également typographié Nabitinga I, est une localité située dans le département de Tanghin-Dassouri de la province du Kadiogo dans la région Centre au Burkina Faso.

## Santé et éducation
Le centre de soins le plus proche de Nabitinga-1 est le centre médical (CM) de Tanghin-Dassouri tandis que les hôpitaux se trouvent à Ouagadougou.
Le village possède une école primaire publique.